# Cita amb Venus
Cita amb Venus (títol original: Meeting Venus) és una pel·lícula hongareso-britànica (coproducció internacional) dirigida per István Szabó i estrenada l'any 1991. Ha estat doblada al català.

## Argument
Un cap d'orquestra hongarès és cridat a l'Òpera de París per dirigir Tannhäuser de Richard Wagner, i troba nombroses dificultats.

## Repartiment
- Glenn Close: Karin Anderson
- Niels Arestrup: Zoltán Szántó
- Kiri Te Kanawa: Elisabeth (veu)
- René Kollo: Tannhäuser (veu)
- Håkan Hagegård: Wolfram von Eschenbach
- Erland Josephson
- Jay O. Sanders
- Maria de Medeiros
- Étienne Chicot
- Macha Méril
- Maïté Nahyr

## Música del film
La música del film és interpretada per la London Philharmonic Orchestra dirigida per Marek Janowski. La versió de l'òpera Tannhäuser de Richard Wagner és interpretada per Kiri Te Kanawa en el paper d'Elisabeth i René Kollo en el paper de Tannhäuser.

## Premis i nominacions
- Millor actriu per Glenn Close al Festival de Venècia
- Nominació pel Lleó d'Or per István Szabó